# Rorippa tenerrima
Rorippa tenerrima là một loài thực vật có hoa trong họ Cải. Loài này được Greene miêu tả khoa học đầu tiên năm 1895.